# Soledad (película de 1947)
Soledad es una película dramática mexicana de 1947 escrita y dirigida por Miguel Zacarías, y protagonizada por Libertad Lamarque, René Cardona y Marga López.Esta película cuenta con el papel secundario de la actriz colombiana, Alicia Caro.

## Argumento
Una sirvienta argentina, Soledad Somellera (Libertad Lamarque), se casa en secreto con su patrón, Roberto Covarrubias (René Cardona). Sin embargo, él la abandona poco después para casarse con una mujer rica, revelándole que su boda fue falsa. Soledad huye, embarazada de Roberto, aunque poco después la madre de Roberto la localiza y le convence de entregarle a su hija para que pueda crecer sin sufrir penurias. Soledad se convierte en una cantante famosa, adoptando el nombre artístico de Cristina Palermo, mientras su hija, Evangelina (Marga López), crece en una niña mimada que, cuando tiene la oportunidad de conocer a Palermo, la trata con desprecio, ignorando que es su madre.

## Reparto
- Libertad Lamarque como Soledad Somellera / Cristina Palermo.
- René Cardona como Roberto Covarrubias.
- Marga López como Evangelina.
- Rubén Rojo como Carlos.
- Consuelo Guerrero de Luna como Marina.
- Rafael Alcayde como Arturo (como Rafael Alcaide).
- Prudencia Grifell como Mamá de Roberto.
- Elena Contla como Petra, sirvienta.
- Pepe Martínez como Evaristo (como Pepito Martinez).
- Armida Bracho como Elena.
- Alicia Caro como Florista (no acreditada).
- José Escanero como Don Paco, licenciado (no acreditado).
- Ana María Hernández como Invitada a cena (no acreditada).
- Salvador Lozano como Doctor (no acreditado).
- Rubén Márquez como Hombre en restaurante (no acreditado).
- Elda Peralta como Amiga de Evangelina (no acreditada).
- Ignacio Peón como Testigo en boda (no acreditado).
- Félix Samper como Hombre en restaurante (no acreditado).
- Armando Sáenz como Amigo de Carlos (no acreditado).

## Recepción
Soledad fue la segunda película realizada por Libertad Lamarque en México, después de Gran Casino (1946) de Luis Buñuel. Varios críticos de cine, como Isaac León Frías, Stuart A. Day, y otros, consideraron a la película como una recuperación para Lamarque luego de que Gran Casino no tuviera una recepción favorable.